# Feleacu
Feleacu là một xã thuộc hạt Cluj, România. Dân số thời điểm năm 2002 là 3818 người.